# Elecciones generales de Italia de 1963
Las elecciones generales se celebraron en Italia el 28 de abril de 1963, para elegir al Cuarto Parlamento Republicano. Fue la primera elección con un número fijo de diputados para ser elegido, según lo decidido por la segunda reforma constitucional en febrero de 1963. También fue la primera elección que vio al Secretario de Democracia Cristiana rechazar la oficina del primer ministro después de la votación, al menos durante seis meses, prefiriendo mantener provisionalmente su puesto más influyente al frente del partido: este hecho confirmó la transformación del sistema político italiano en una partidocracia, los secretarios de los partidos se han vuelto más poderosos que el Parlamento y el Gobierno.

## Sistema electoral
La pura representación proporcional por listas se había convertido tradicionalmente en el sistema electoral de la Cámara de Diputados. Las provincias italianas se unieron en 32 distritos electorales, cada uno eligiendo un grupo de candidatos. A nivel de circunscripción, los escaños se dividieron entre listas abiertas utilizando el método del resto mayor con la cuota Imperiali. Los votos y escaños restantes se transfirieron a nivel nacional, donde se dividieron utilizando la cuota Hare, y se distribuyeron automáticamente a los mejores perdedores en las listas locales.
Para el Senado, se establecieron 237 circunscripciones de un solo escaño, incluso si la asamblea se había elevado a 315 miembros. Los candidatos necesitaban una victoria abrumadora de dos tercios de los votos para ser elegidos, un objetivo que solo podían alcanzar las minorías alemanas en Tirol del Sur. Todos los votos y escaños permanecieron agrupados en listas de partidos y distritos electorales regionales, donde se utilizó un método D'Hondt: dentro de las listas, se eligieron los candidatos con los mejores porcentajes.

## Contexto histórico
Durante la Primera República, la Democracia Cristiana perdió lenta pero firmemente el apoyo, a medida que la sociedad se modernizó y los valores tradicionales en su núcleo ideológico se volvieron menos atractivos para la población. Se consideraron varias opciones de ampliar la mayoría parlamentaria, principalmente una apertura a la izquierda (apertura a sinistra), es decir, al Partido Socialista (PSI), que después de los acontecimientos de 1956 en Hungría se había movido de una posición de subordinación total a los comunistas, a una posición independiente. Los partidarios de tal coalición propusieron una serie de "reformas estructurales" muy necesarias que modernizarían el país y crearían una socialdemocracia moderna. En 1960, un intento del ala derecha de los Demócratas Cristianos de incorporar al neofascista Movimiento Social Italiano (MSI) en el gobierno de Tambroni provocó disturbios violentos y sangrientos (Génova, Reggio Emilia), y fue derrotado.

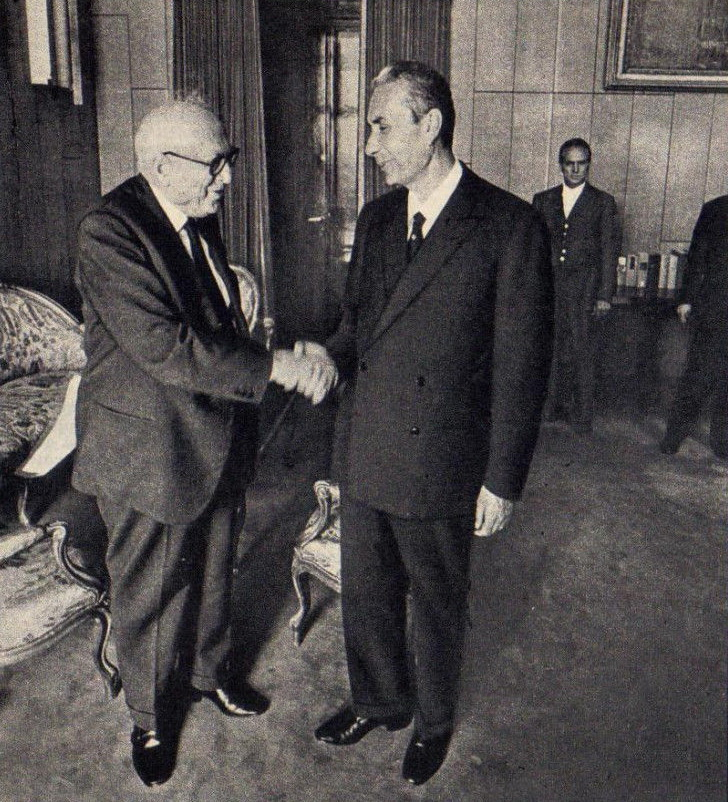
El líder demócrata cristiano Aldo Moro con el socialista Pietro Nenni.

Hasta los años noventa, dos tipos de coaliciones gubernamentales caracterizaron la política de la Italia de posguerra. Las primeras fueron coaliciones "centristas" dirigidas por el partido Democracia Cristiana junto con partidos más pequeños: el Partido Social Demócrata, el Partido Republicano y el Partido Liberal. El primer gobierno democrático (1947) excluyó tanto a los comunistas como a los socialistas, lo que provocó el período político conocido como "gobierno centrista", que gobernó la política italiana desde 1948 hasta 1963. La coalición de centroizquierda (DC-PRI-PSDI-PSI) fue el segundo tipo de coalición que caracterizó la política italiana, surgiendo en 1963 cuando el PSI (anteriormente el partido de la oposición) entró en el gobierno con el DC. Esta coalición duró en el parlamento por primera vez durante 12 años (de 1964 a 1976) y luego con un renacimiento en los años ochenta que duró hasta el comienzo de los años noventa.
El Partido Socialista ingresó al gobierno en 1963. Durante el primer año del nuevo gobierno de centroizquierda, se llevaron a cabo una amplia gama de medidas que de alguna manera llevaron a los requisitos del Partido Socialista para gobernar en coalición con los Demócratas Cristianos. Estos incluían la imposición de los beneficios inmobiliarios y dividendos de acciones (diseñados para frenar la especulación), aumentos en las pensiones para varias categorías de trabajadores, una ley sobre organización escolar (para proporcionar una escuela secundaria unificada con asistencia obligatoria hasta la edad de 14 años) , la nacionalización de la industria de la energía eléctrica y aumentos salariales significativos para los trabajadores (incluidos los de la industria de la energía eléctrica recientemente nacionalizada), lo que provocó un aumento de la demanda de los consumidores. Instigado por el PSI, el gobierno también hizo valientes intentos para abordar cuestiones relacionadas con los servicios de bienestar, los hospitales, la estructura agraria, el desarrollo urbano, la educación y la planificación general. Por ejemplo, durante el mandato del gobierno de centro izquierda, la seguridad social se extendió a categorías de la población que anteriormente no estaban cubiertas. Además, la entrada a la universidad por examen fue abolida en 1965. Sin embargo, a pesar de estas reformas importantes, el impulso reformista se perdió pronto, y los problemas más importantes (incluida la mafia, las desigualdades sociales, los servicios estatales/sociales ineficientes, el desequilibrio Norte/Sur) permanecieron en gran parte sin resolver.

## Partidos y líderes
| Partido | Partido                                          | Ideología               | Líder             |
| ------- | ------------------------------------------------ | ----------------------- | ----------------- |
|         | Democracia Cristiana (DC)                        | Democracia cristiana    | Aldo Moro         |
|         | Partido Comunista Italiano (PCI)                 | Comunismo               | Palmiro Togliatti |
|         | Partido Socialista Italiano (PSI)                | Socialismo democrático  | Pietro Nenni      |
|         | Partido Liberal Italiano (PLI)                   | Liberalismo conservador | Giovanni Malagodi |
|         | Partido Socialista Democrático Italiano (PSDI)   | Socialdemocracia        | Giuseppe Saragat  |
|         | Movimiento Social Italiano (MSI)                 | Neofascismo             | Arturo Michelini  |
|         | Partido Democrático de Unidad Monárquica (PDIUM) | Conservadurismo         | Alfredo Covelli   |
|         | Partido Republicano Italiano (PRI)               | Socioliberalismo        | Oronzo Reale      |

## Resultados
La elección cayó después del lanzamiento de la fórmula de centroizquierda por la Democracia Cristiana, una coalición basada en la alianza con el Partido Socialista que había dejado su alineación con la Unión Soviética. Algunos electores derechistas abandonaron el DC por el Partido Liberal, que estaba pidiendo un gobierno de centroderecha y también recibió votos de la zona monárquica pendenciera. El partido de la mayoría decidió entonces reemplazar al primer ministro Amintore Fanfani con una administración provisional dirigida por el imparcial presidente de la Cámara, Giovanni Leone; sin embargo, cuando el congreso del PSI en otoño autorizó un compromiso total del partido con el gobierno, Leone renunció y Aldo Moro, secretario del DC y líder del ala más izquierdista del partido, se convirtió en el nuevo primer ministro y gobernó Italia durante más de cuatro años, pasando por dos crisis políticas resueltas causadas incluso por la separación del ala izquierdista del PSI, que creó el PSIUP y regresó a la alianza con los comunistas, y por desacuerdos en la coalición gubernamental.

### Cámara de Diputados
|                                    |                                                           |            |       |         |       |
| Partido                            | Partido                                                   | Votos      | %     | Escaños | +/−   |
|                                    | Democracia Cristiana (DC)                                 | 11.773.182 | 38,28 | 260     | −13   |
|                                    | Partido Comunista Italiano (PCI)                          | 7.767.601  | 25,26 | 166     | +16   |
|                                    | Partido Socialista Italiano (PSI)                         | 4.255.836  | 13,84 | 87      | +3    |
|                                    | Partido Liberal Italiano (PLI)                            | 2.144.270  | 6,97  | 39      | +22   |
|                                    | Partido Socialista Democrático Italiano (PSDI)            | 1.876.271  | 6,10  | 33      | +11   |
|                                    | Movimiento Social Italiano (MSI)                          | 1.570.282  | 5,11  | 27      | +3    |
|                                    | Partido Democrático Italiano de Unidad Monárquica (PDIUM) | 536.948    | 1,75  | 8       | −17   |
|                                    | Partido Republicano Italiano (PRI)                        | 420.213    | 1,37  | 6       | ±0    |
|                                    | Partido Popular Sudtirolés (SVP)                          | 135.457    | 0,44  | 3       | ±0    |
|                                    | Concentración de Unidad Rural (CUR)                       | 92.209     | 0,30  | 0       | ±0    |
|                                    | Partido Autónomo de Pensionistas de Italia (PAPI)         | 87.655     | 0,29  | 0       | Nuevo |
|                                    | Unión Valdostana (UV)                                     | 31.844     | 0,10  | 1       | ±0    |
|                                    | Otros                                                     | 61.103     | 0,19  | 0       | ±0    |
| Votos válidos                      | Votos válidos                                             | 30.752.871 | 96,81 | –       | –     |
| Votos inválidos/en blanco          | Votos inválidos/en blanco                                 | 1.013.138  | 3,19  | –       | –     |
| Total                              | Total                                                     | 31.766.009 | 100   | 630     | +34   |
| Votantes registrados/participación | Votantes registrados/participación                        | 34.199.184 | 92,89 | –       | –     |
| Fuente: Ministerio del Interior    |                                                           |            |       |         |       |

| \| Voto popular \| Voto popular \| Voto popular \| Voto popular \| Voto popular \| \| ------------ \| ------------ \| ------------ \| ------------ \| ------------ \| \| Partidos \| Partidos \| \| % \| % \| \| DC \| DC \| \| 38.28 % \| 38.28 % \| \| PCI \| PCI \| \| 25.26 % \| 25.26 % \| \| PSI \| PSI \| \| 13.84 % \| 13.84 % \| \| PLI \| PLI \| \| 6.97 % \| 6.97 % \| \| PSDI \| PSDI \| \| 6.10 % \| 6.10 % \| \| MSI \| MSI \| \| 5.11 % \| 5.11 % \| \| PDIUM \| PDIUM \| \| 1.75 % \| 1.75 % \| \| PRI \| PRI \| \| 1.37 % \| 1.37 % \| \| Otros \| Otros \| \| 1.33 % \| 1.33 % \| |          |  |         |         |
| Voto popular |          |  |         |         |
| Partidos | Partidos |  | %       | %       |
| DC | DC       |  | 38.28 % | 38.28 % |
| PCI | PCI      |  | 25.26 % | 25.26 % |
| PSI | PSI      |  | 13.84 % | 13.84 % |
| PLI | PLI      |  | 6.97 %  | 6.97 %  |
| PSDI | PSDI     |  | 6.10 %  | 6.10 %  |
| MSI | MSI      |  | 5.11 %  | 5.11 %  |
| PDIUM | PDIUM    |  | 1.75 %  | 1.75 %  |
| PRI | PRI      |  | 1.37 %  | 1.37 %  |
| Otros | Otros    |  | 1.33 %  | 1.33 %  |

| \| Escaños \| Escaños \| Escaños \| Escaños \| Escaños \| \| -------- \| -------- \| ------- \| ------- \| ------- \| \| Partidos \| Partidos \| \| % \| % \| \| DC \| DC \| \| 41.27 % \| 41.27 % \| \| PCI \| PCI \| \| 26.35 % \| 26.35 % \| \| PSI \| PSI \| \| 13.81 % \| 13.81 % \| \| PLI \| PLI \| \| 6.19 % \| 6.19 % \| \| PSDI \| PSDI \| \| 5.24 % \| 5.24 % \| \| MSI \| MSI \| \| 4.29 % \| 4.29 % \| \| PDIUM \| PDIUM \| \| 1.27 % \| 1.27 % \| \| PRI \| PRI \| \| 0.95 % \| 0.95 % \| \| Otros \| Otros \| \| 0.63 % \| 0.63 % \| |          |  |         |         |
| Escaños |          |  |         |         |
| Partidos | Partidos |  | %       | %       |
| DC | DC       |  | 41.27 % | 41.27 % |
| PCI | PCI      |  | 26.35 % | 26.35 % |
| PSI | PSI      |  | 13.81 % | 13.81 % |
| PLI | PLI      |  | 6.19 %  | 6.19 %  |
| PSDI | PSDI     |  | 5.24 %  | 5.24 %  |
| MSI | MSI      |  | 4.29 %  | 4.29 %  |
| PDIUM | PDIUM    |  | 1.27 %  | 1.27 %  |
| PRI | PRI      |  | 0.95 %  | 0.95 %  |
| Otros | Otros    |  | 0.63 %  | 0.63 %  |

### Senado de la República
|                                    |                                                           |            |       |         |       |
| Partido                            | Partido                                                   | Votos      | %     | Escaños | +/−   |
|                                    | Democracia Cristiana (DC)                                 | 10.017.975 | 36,47 | 129     | +6    |
|                                    | Partido Comunista Italiano (PCI)                          | 6.933.310  | 25,24 | 84      | +25   |
|                                    | Partido Socialista Italiano (PSI)                         | 3.849.495  | 14,01 | 44      | +9    |
|                                    | Partido Liberal Italiano (PLI)                            | 2.043.323  | 7,44  | 18      | +14   |
|                                    | Partido Socialista Democrático Italiano (PSDI)            | 1.743.870  | 6,35  | 14      | +9    |
|                                    | Movimiento Social Italiano (MSI)                          | 1.458.917  | 5,31  | 14      | +6    |
|                                    | Partido Democrático Italiano de Unidad Monárquica (PDIUM) | 429.412    | 1,56  | 2       | −5    |
|                                    | Partido Republicano Italiano (PRI)                        | 223.350    | 0,81  | 0       | ±0    |
|                                    | MSI–PDIUM                                                 | 212.381    | 0,77  | 1       | +1    |
|                                    | DC–PRI                                                    | 199.805    | 0,73  | 4       | ±0    |
|                                    | Partido Popular Sudtirolés (SVP)                          | 112.023    | 0,41  | 2       | ±0    |
|                                    | Concentración de Unidad Rural (CUR)                       | 58.064     | 0,21  | 0       | Nuevo |
|                                    | Partido Autonomista Social Cristiano (PACS)               | 43.355     | 0,16  | 1       | Nuevo |
|                                    | Partido Sardo de Acción (PSd'Az)                          | 34.954     | 0,13  | 0       | ±0    |
|                                    | Unión Valdostana (UV)                                     | 29.510     | 0,11  | 1       | +1    |
|                                    | Independientes de derecha                                 | 24.772     | 0,09  | 0       | ±0    |
|                                    | Independientes católicos                                  | 22.578     | 0,08  | 1       | +1    |
|                                    | Izquierda independiente                                   | 15.224     | 0,06  | 0       | ±0    |
|                                    | Otros                                                     | 16.984     | 0,06  | 0       | ±0    |
| Votos válidos                      | Votos válidos                                             | 27.469.302 | 95,14 | –       | –     |
| Votos inválidos/en blanco          | Votos inválidos/en blanco                                 | 1.402.750  | 4,86  | –       | –     |
| Total                              | Total                                                     | 28.872.052 | 100   | 315     | +69   |
| Votantes registrados/participación | Votantes registrados/participación                        | 31.019.233 | 93,08 | –       | –     |
| Fuente: Ministerio del Interior    |                                                           |            |       |         |       |

| \| Voto popular \| Voto popular \| Voto popular \| Voto popular \| Voto popular \| \| ------------ \| ------------ \| ------------ \| ------------ \| ------------ \| \| Partidos \| Partidos \| \| % \| % \| \| DC \| DC \| \| 36.47 % \| 36.47 % \| \| PCI \| PCI \| \| 25.24 % \| 25.24 % \| \| PSI \| PSI \| \| 14.01 % \| 14.01 % \| \| PLI \| PLI \| \| 7.44 % \| 7.44 % \| \| PSDI \| PSDI \| \| 6.35 % \| 6.35 % \| \| MSI \| MSI \| \| 5.31 % \| 5.31 % \| \| PDIUM \| PDIUM \| \| 1.56 % \| 1.56 % \| \| Otros \| Otros \| \| 3.62 % \| 3.62 % \| |          |  |         |         |
| Voto popular |          |  |         |         |
| Partidos | Partidos |  | %       | %       |
| DC | DC       |  | 36.47 % | 36.47 % |
| PCI | PCI      |  | 25.24 % | 25.24 % |
| PSI | PSI      |  | 14.01 % | 14.01 % |
| PLI | PLI      |  | 7.44 %  | 7.44 %  |
| PSDI | PSDI     |  | 6.35 %  | 6.35 %  |
| MSI | MSI      |  | 5.31 %  | 5.31 %  |
| PDIUM | PDIUM    |  | 1.56 %  | 1.56 %  |
| Otros | Otros    |  | 3.62 %  | 3.62 %  |

| \| Escaños \| Escaños \| Escaños \| Escaños \| Escaños \| \| -------- \| -------- \| ------- \| ------- \| ------- \| \| Partidos \| Partidos \| \| % \| % \| \| DC \| DC \| \| 40.95 % \| 40.95 % \| \| PCI \| PCI \| \| 26.67 % \| 26.67 % \| \| PSI \| PSI \| \| 13.97 % \| 13.97 % \| \| PLI \| PLI \| \| 5.71 % \| 5.71 % \| \| PSDI \| PSDI \| \| 4.44 % \| 4.44 % \| \| MSI \| MSI \| \| 4.44 % \| 4.44 % \| \| PDIUM \| PDIUM \| \| 0.63 % \| 0.63 % \| \| Otros \| Otros \| \| 3.17 % \| 3.17 % \| |          |  |         |         |
| Escaños |          |  |         |         |
| Partidos | Partidos |  | %       | %       |
| DC | DC       |  | 40.95 % | 40.95 % |
| PCI | PCI      |  | 26.67 % | 26.67 % |
| PSI | PSI      |  | 13.97 % | 13.97 % |
| PLI | PLI      |  | 5.71 %  | 5.71 %  |
| PSDI | PSDI     |  | 4.44 %  | 4.44 %  |
| MSI | MSI      |  | 4.44 %  | 4.44 %  |
| PDIUM | PDIUM    |  | 0.63 %  | 0.63 %  |
| Otros | Otros    |  | 3.17 %  | 3.17 %  |